# Черноглаз, Иосиф Моисеевич
Ио́сиф (Иси́дор) Моисе́евич Черноглаз (31 января 1894, Могилёв, Могилёвская губерния, Российская империя — 3 февраля 1930, с. Галашки, Галашкинский район, Ингушская АО, РСФСР, СССР) — советский государственный и партийный деятель.
С 3 сентября 1929 года Иосиф Черноглаз стал Первым секретарём областного комитета ВКП(б) Ингушской Автономной Области. Убит под селом Галашки 3 февраля 1930 года.

## Биография
Родился в семье меламеда Мовши Зусмановича Черноглаза (из Чаус) и Рохли-Малки Лейбовны Каплан в городе Могилёве. После установления советской власти стал активным членом ВКП(б). С декабря 1926 г. по июль 1929 г. Иосиф Черноглаз был ответственным секретарём Областного комитета ВКП(б) Адыгейской автономной области. С июля по сентябрь 1929 года работал в Северо-Кавказском краевом комитете ВКП(б). После отстранения от должности Идриса Зязикова, с 3 сентября 1929 года Иосиф Черноглаз стал Первым секретарём областного комитета ВКП(б) Ингушской Автономной Области.
Заняв пост, Иосиф Черноглаз начал проводить политическую деятельность, не принимающую во внимание местные реалии, и пренебрежительно относился к истории, традициям и религии горцев. Он начал борьбу с мусульманским духовенством. Наибольшую опасность для советской власти Иосиф Черноглаз видел в деятельности мусульманской общины Кунта-Хаджи — хаджи-мюридов. По его мнению, учение Кунта-Хаджи и вообще суфизм в целом препятствовал приобщению ингушей к советскому обществу. Иосиф Черноглаз полагал, что суфистские общины в Ингушетии имели контрреволюционный характер, поскольку представители хаджи — мюридов наотрез отказывались сотрудничать с представителями сталинского режима, в отличие от менее опасных накшбандийцев. Во Владикавказе, который был в те годы временной администрацией Ингушской автономной области, Иосиф Черноглаз объявил об учреждении «Областного союза безбожников Ингушетии». Пост почётного председателя этой организации Иосиф Черноглаз принял на себя и в областной газете «Сердало» на ингушском языке опубликовал директивы, призывающие развернуть широкую кампанию о привлечении ингушей в «Союз безбожников». Иосиф Черноглаз объявил обряд громкого зикра вне закона под страхом репрессий и запретил деятельность общины Кунта-хаджи. Он призвал своих районных помощникам «перейти в борьбе с кунта-хаджинцами от болтовни к делу». Первым на этот призыв отозвался начальник Назрановского районного ГПУ Иванов. По указанию Иосифа Черноглаза летом 1929 года Иванов приехал в селение Экажево и, закрыв центральную мечеть, приказал её использовать в качестве амбара для зерна и запретил сельскому мулле проводить богослужения. Для легитимизации своих действий среди народа Черноглаз использовал нескольких подкупленных стариков, которые его повсюду сопровождали и оправдывали его действия, говоря, что молиться дома не запрещается указом Черноглаза, а в мечеть можно и не ходить — главное слушаться того, что он сказал. Черноглаза они называли падишахом ингушей, и говорили что все должны делать то, что он велит. Вскоре под Экажевом Иванов был убит хаджи-мюридом Ужаховым из общины Кунта-Хаджи. За это убийство было расстреляно пять человек — в том числе Ужахов и мулла-имам села Экажево, до трёх десятков ингушей были сосланы в Сибирь как «участники контрреволюционной кулацкой банды».
Иосиф Черноглаз ужесточил репрессии, им был разработан план по борьбе с религией. Он предлагал ввести в Ингушетии широкую кампанию по разведению свиней и строительству свинарников. Свои планы он оглашал в речовках на собраниях в ингушских селах, по которым он, несмотря на свою низкую популярность, активно разъезжал. 3 февраля 1930 года после агитационных выступлений в предгорных селах Галашки и Даттых, машина Иосифа Черноглаза попала в засаду под Галашками. Хотя одна засада была у выезда с села Алхасты и вторая по середине дороги до Галашек, первые две засады не смогли ничего сделать. Иосиф Черноглаз был убит Галаевым Мусой из села Яндаре. Голова Черноглаза так и не была найдена, и его похоронили без неё. Многих непричастных ингушей тогда задержали и судили. Когда представители власти обратились к старейшинам с просьбой вернуть голову, им ответили, что у Черноглаза головы не было, «иначе он не приехал бы к ингушам и не творил бы такие дурные вещи».
Первым по обвинению в организации этого убийства был арестован бывший секретарь Ингушского областного комитета ВКП(б) Идрис Зязиков. Вместе с ним были арестованы его жена Жанетта и все друзья и родственники. По делу Черноглаза был арестован Хашиев Халмарза. Халмарза Хашиев был подвергнут высшей мере наказания – расстрелу. По аулам также были произведены аресты среди всех лиц, которые числились в так называемых «списках порочных элементов» ГПУ, куда обычно заносились имена не только бывших, но и будущих «бандитов». Главарей «заговора» против Иосифа Черноглаза, среди которых был Идрис Зязиков, судили в Москве в Верховном суде РСФСР. В числе главарей были и непосредственные убийцы. Идрис Зязиков во время убийства Иосифа Черноглаза находился в Москве на курсах марксизма при ЦК ВКП(б). Несмотря на это, Идриса Зязикова обвиняли в «моральной и политической подготовке» убийства своего преемника. Обвиняемые назвали мотивами убийства Иосифа Черноглаза проводимую им политику в Ингушетии. Подсудимые, в том числе и Идрис Зязиков, были приговорены к расстрелу. После личного вмешательства Григория Орджоникидзе и Анастаса Микояна приговор Идрису Зязикову был заменён десятью годами лишения свободы. Других расстреляли.

## Память
После убийства имя Иосифа Черноглаза было увековечено в наименовании улиц во Орджоникидзе и Грозном. В настоящее время обе улицы переименованы. В 2000 году улице Иосифа Черноглаза во Владикавказе было присвоено имя Владимира Баллаева. В 2022 году улице Черноглаза в Грозном было присвоено имя Магомеда Шатаева.